# Мосомиште
Мосомиште (болг. Мосомище) — село в Благоевградской области Болгарии. Входит в состав общины Гоце-Делчев. Находится примерно в 3 км к юго-востоку от центра города Гоце-Делчев и примерно в 75 км к юго-востоку от центра города Благоевград. На 2024 год в селе проживает 2035 человек. По данным переписи населения 2011 года, в селе проживало 2107 человек. 30 ноября 2016 года президентским указом село переименовано из Мусомишта в Мосомиште.

## Население
| Год     | 1934 | 1946 | 1956 | 1965 | 1975 | 1985 | 1992 | 2001 | 2011 | 2024 |
| ------- | ---- | ---- | ---- | ---- | ---- | ---- | ---- | ---- | ---- | ---- |
| Жителей | 1842 | 2185 | 2421 | 2437 | 2428 | 2483 | 2488 | 2333 | 2107 | 2035 |

| Национальность  | Человек | Процент |
| --------------- | ------- | ------- |
| болгары         | 1867    | 91,43%  |
| турки           | 5       | 0,24%   |
| цыгане          | 103     | 5,04%   |
| другие          | 60      | 2,94%   |
| не определились | 7       | 0,34%   |
| Всего ответов   | 2042    |         |

|  |